# Требевич
Требевич — гора в Республике Сербской, находится к юго-востоку от Сараева. Её высота составляет 1 629 метров над уровнем моря. До войны в Боснии и Герцеговине на Требевиче находился горнолыжный центр, где проводились и соревнования Олимпийских игр 1984 года. Во время войны по нему проходила линия фронта и в настоящее время он ожидает реконструкции. Также на Требевиче располагается ретрансляционная вышка, построенная в 1975 году. Во время бомбардировок Республики Сербской авиацией НАТО в 1995 году она была уничтожена, а после войны восстановлена.